# Huskråka
Huskråka (Corvus splendens) är en fågel i familjen kråkfåglar inom ordningen tättingar.

## Utseende
Huskråkan mäter cirka 40 cm och är storleksmässigt mitt emellan gråkråka och kaja men slankare än båda dessa. Pannan, hjässan, strupen och övre delen av bröstet är blänkande svart medan halsen och bröstet är ljusare gråbrun. Vingarna, stjärten och benen är svarta. Den uppvisar regionala variationer i tjocklek på näbben och ljushet i fjäderdräkten.

## Utbredning och systematik
Huskråka delas in i fem underarter med följande utbredning:
- Corvus splendens zugmayeri – kustområden i södra Iran till södra Kashmir och nordvästra Indien
- Corvus splendens splendens – Indien söder om Himalaya; denna underart har genom att lifta med fartyg etablerat en population i västra Australien
- Corvus splendens protegatus – förekommer på Sri Lanka
- Corvus splendens maldevicius – förekommer på Lackadiverna och Maldiverna
- Corvus splendens insolens – förekommer från södra Myanmar till sydvästra Thailand och västra Yunnan i sydvästra Kina.

## Status
Huskråkan är en vanligt förekommande art i sitt utbredningsområde och arten har expanderat sitt utbredningsområde i modern tid, bland annat genom att lifta med fartyg. Arten har häckat i Europa, USA och Afrika men utan att ännu ha etablerat livskraftiga populationer. IUCN kategoriserar arten som livskraftig.

## Bildgalleri

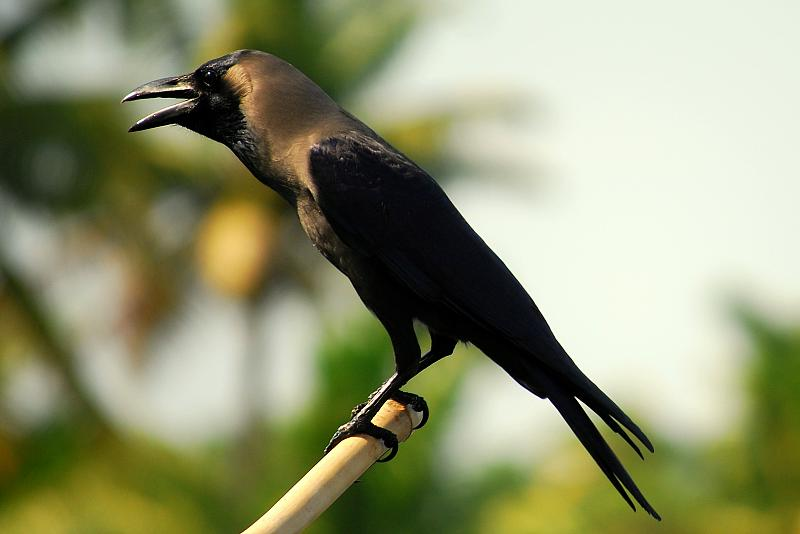
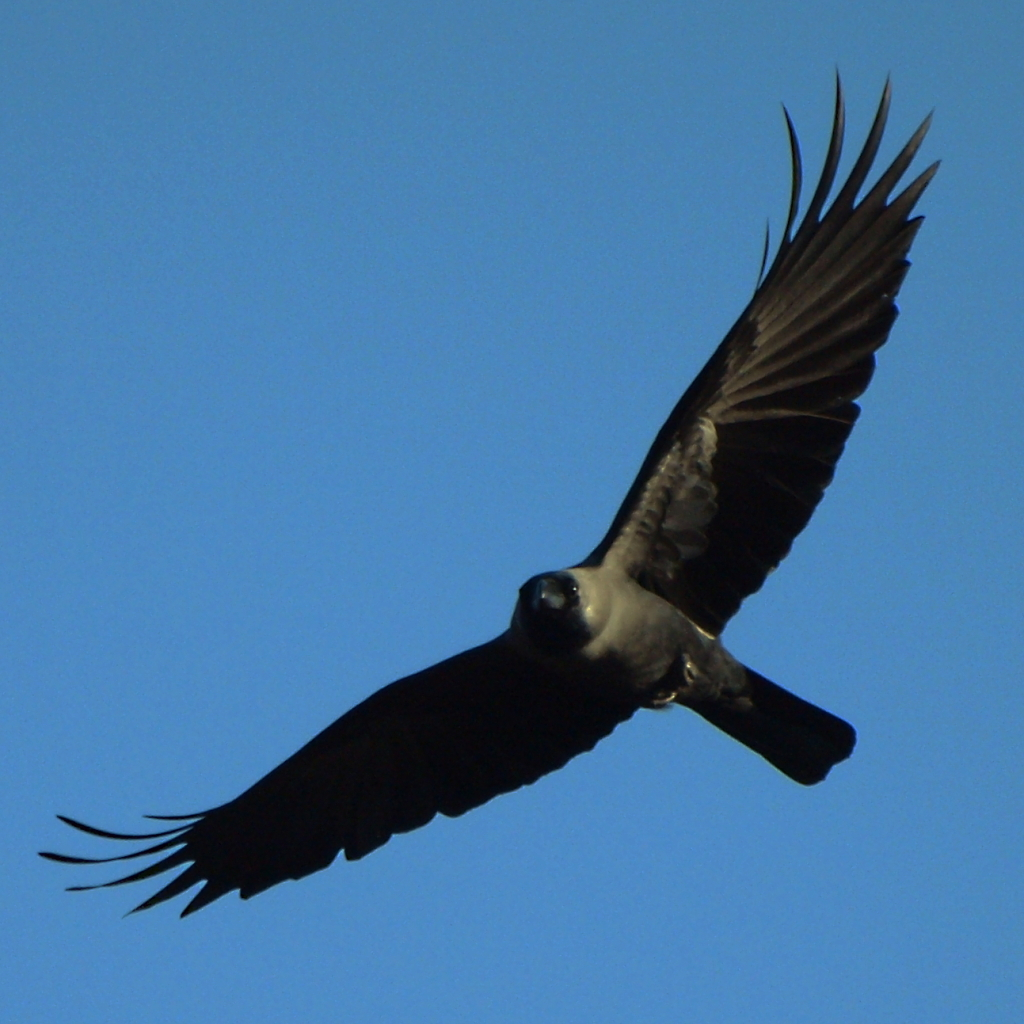
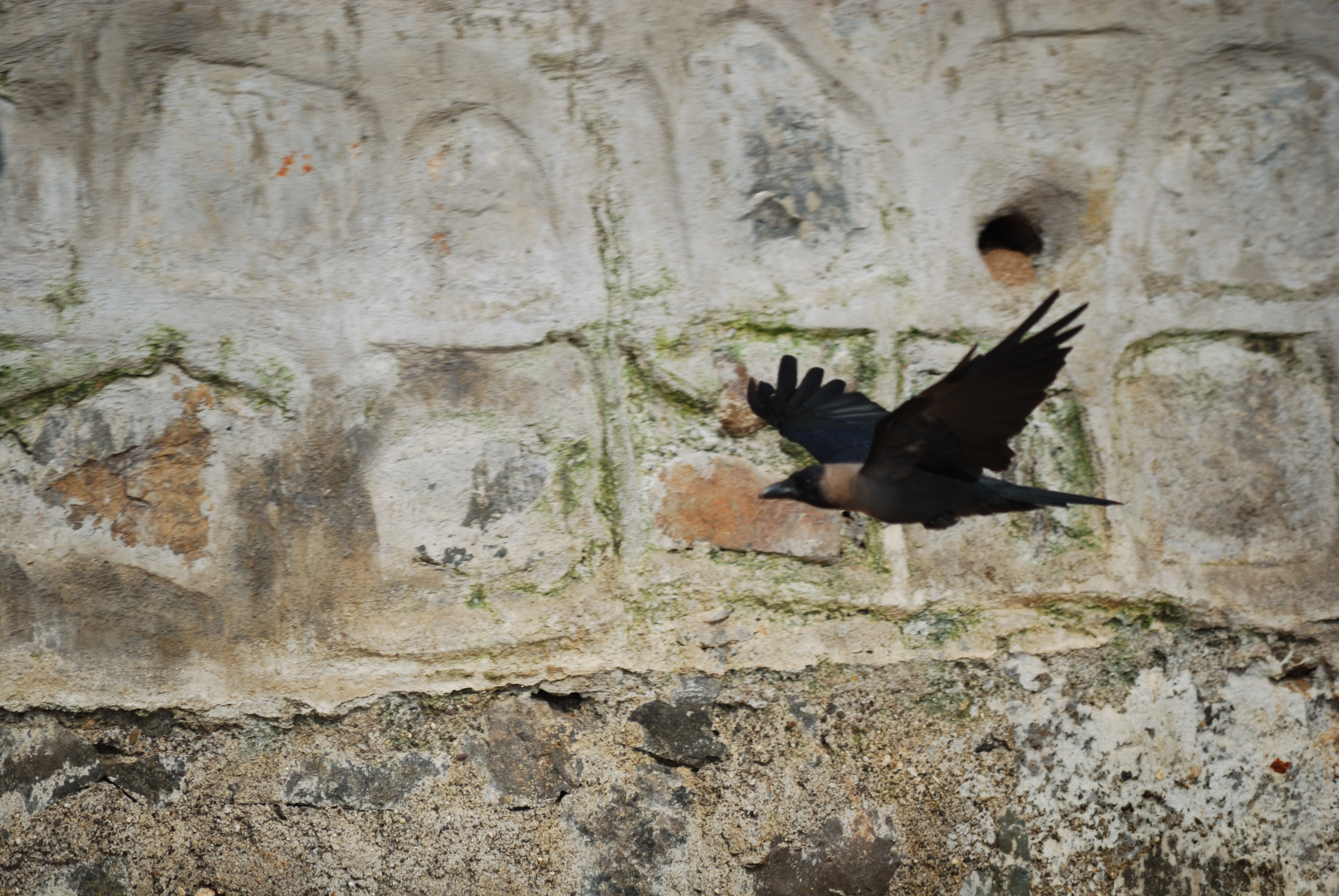
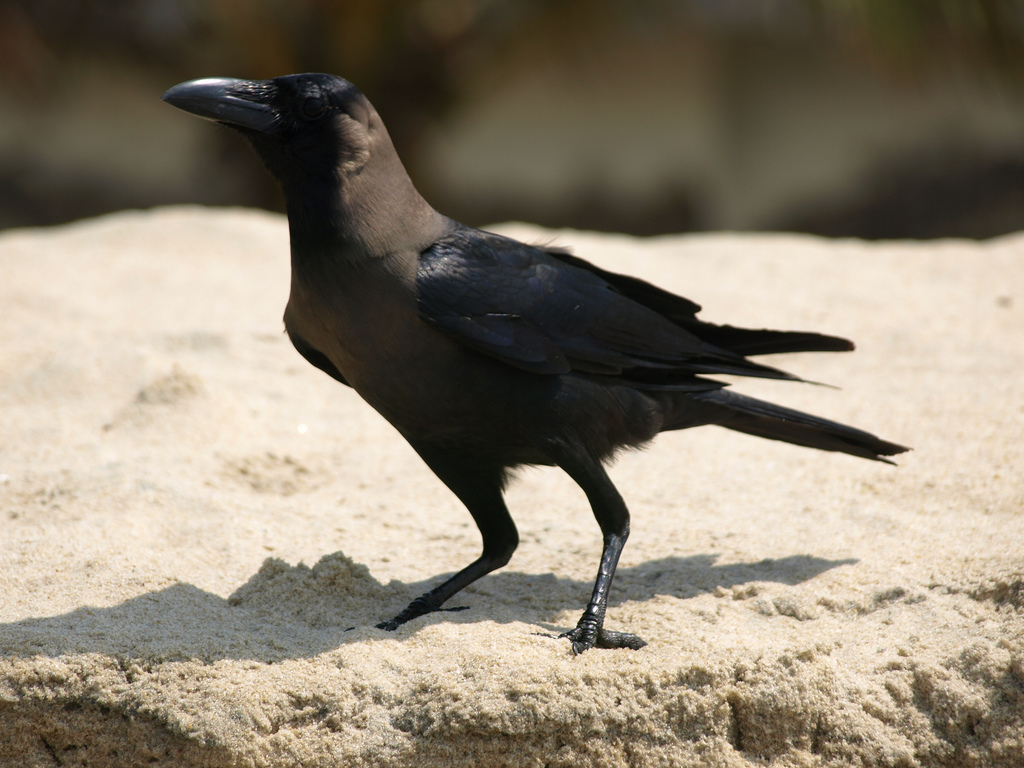
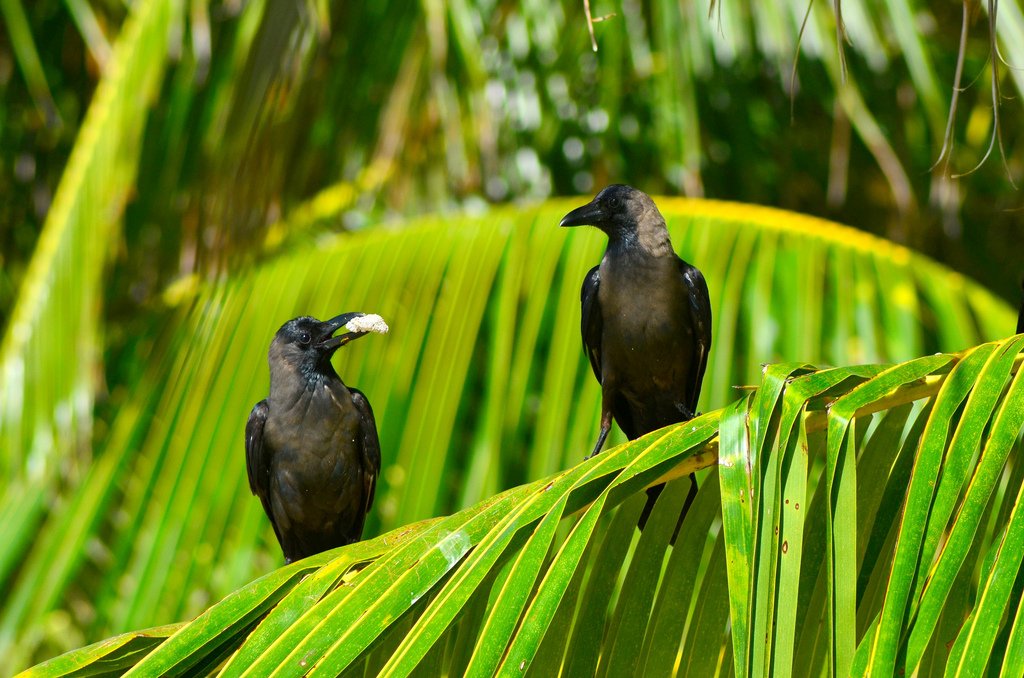
Ssp. maldives
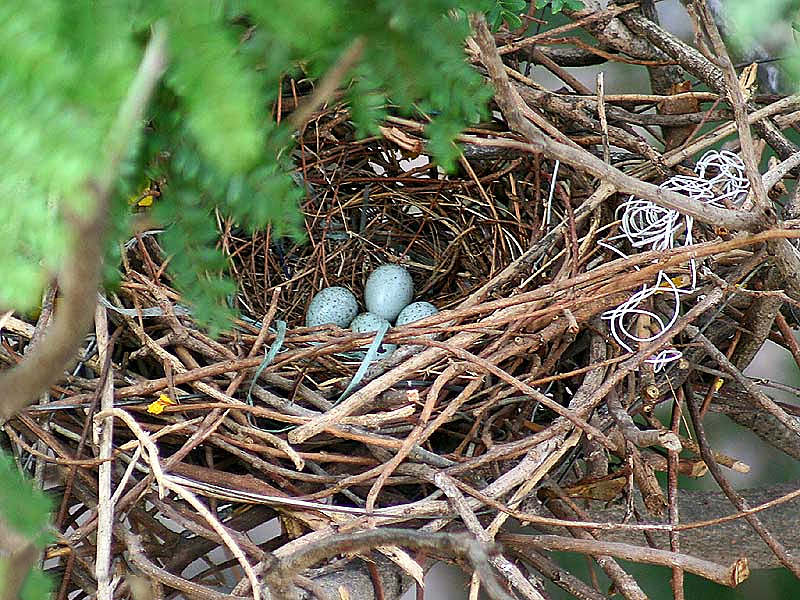
Rede med ägg
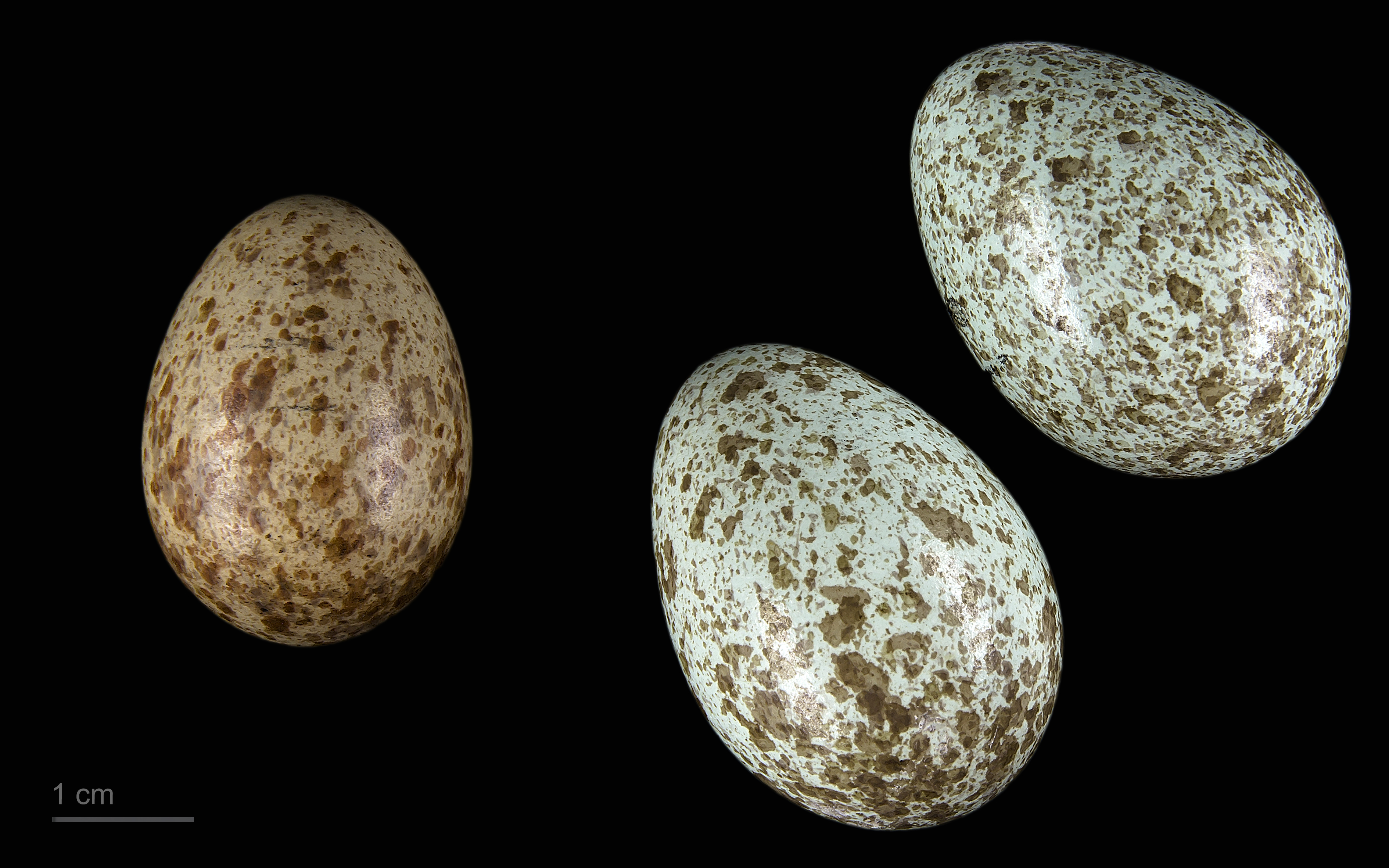
Eudynamys scolopaceus + Corvus splendens